# خورخه فيديلا
خورخه رافائيل فيديلا (بالإسبانية: Jorge Rafael Videla)‏، التهجئات الأخرى: خورخي فيديلا أو بيديلا أو جورج فيديلا (2 أغسطس 1925 - 17 مايو 2013) مرسيدس، محافظة بوينوس آيريس، الأرجنتين ، كان الحاكم العسكري المطلق للأرجنتين من 1976 إلى 1981 وصل إلى السلطة نتيجة انقلاب عسكري أطاح برئيسة الجمهورية إيزابيل بيرون (1931 - 1976) بعد عودة النظام الديمقراطي البرلماني تم وضع فيديلا تحت الإقامة الجبرية في منزله. عاشت الأرجنتين في سنوات حكمه فترة اعتبرت بالسوداء من قبل منظمات حقوق الإنسان حيث سجن وقتل وشرد مايقارب 30,000 من المعارضين له وبالإضافة إلى الاضطرابات الداخلية شهدت علاقة الأرجنتين في عهده توترا مع شيلي, برزت المعارضة العالمية لطريقة حكمه بوضوح أثناء كأس العالم لكرة القدم 1978 حيث امتزجت السياسة بالرياضة، وكانت هناك تهديدات بالمقاطعة بسبب انتهاكات حقوق الإنسان، وكان النجم الهولندي يوهان كرويف من بين أكبر هؤلاء المعارضين للنظام الحاكم في الأرجنتين الذي كان يترأسه خورخه فيديلا، ورفض السفر إلى هناك بسبب الموقف السياسي هناك.

## سجنه
حكم على خورخه فيديلا بالسجن مدى الحياة عام 1985 لاتهامه بارتكاب أعمال تعذيب وقتل وجرائم أخرى عام ، إلّا أن الرئيس السابق كارلوس منعم قد منحه عفواً في عام 1990 ، لكن الأمر تبدّل في (أبريل 2010) عندما أيّدت المحكمة العليا حكما أصدرته المحكمة الفيدرالية يقضي بإلغاء العفو.
وفي عام 2012 وجّهت إليه اتهامات بالإشراف على عملية سرقة ممنهجة لمواليد السجناء السياسيين. وحكمت عليه محكمة في بيونس أيرس بالسجن 50 عاما ، في حين حُكم على القائد العسكري السابق رينالدو بيجنون بالسجن 15 عاما على ما نُسب إليه من ضلوعه بدور في الجريمة.

## وفاته
لفظ خورخي فيديلا أنفاسه الأخيرة في الزنزانة التي كان يمضي فيها عقوبة السجن المؤبد ، عن عمر ناهز ال87 عاما.

## روابط خارجية
- خورخه فيديلا على موقع الموسوعة البريطانية (الإنجليزية)
- خورخه فيديلا على موقع مونزينجر (الألمانية)